# خون اژدها (گیاه)

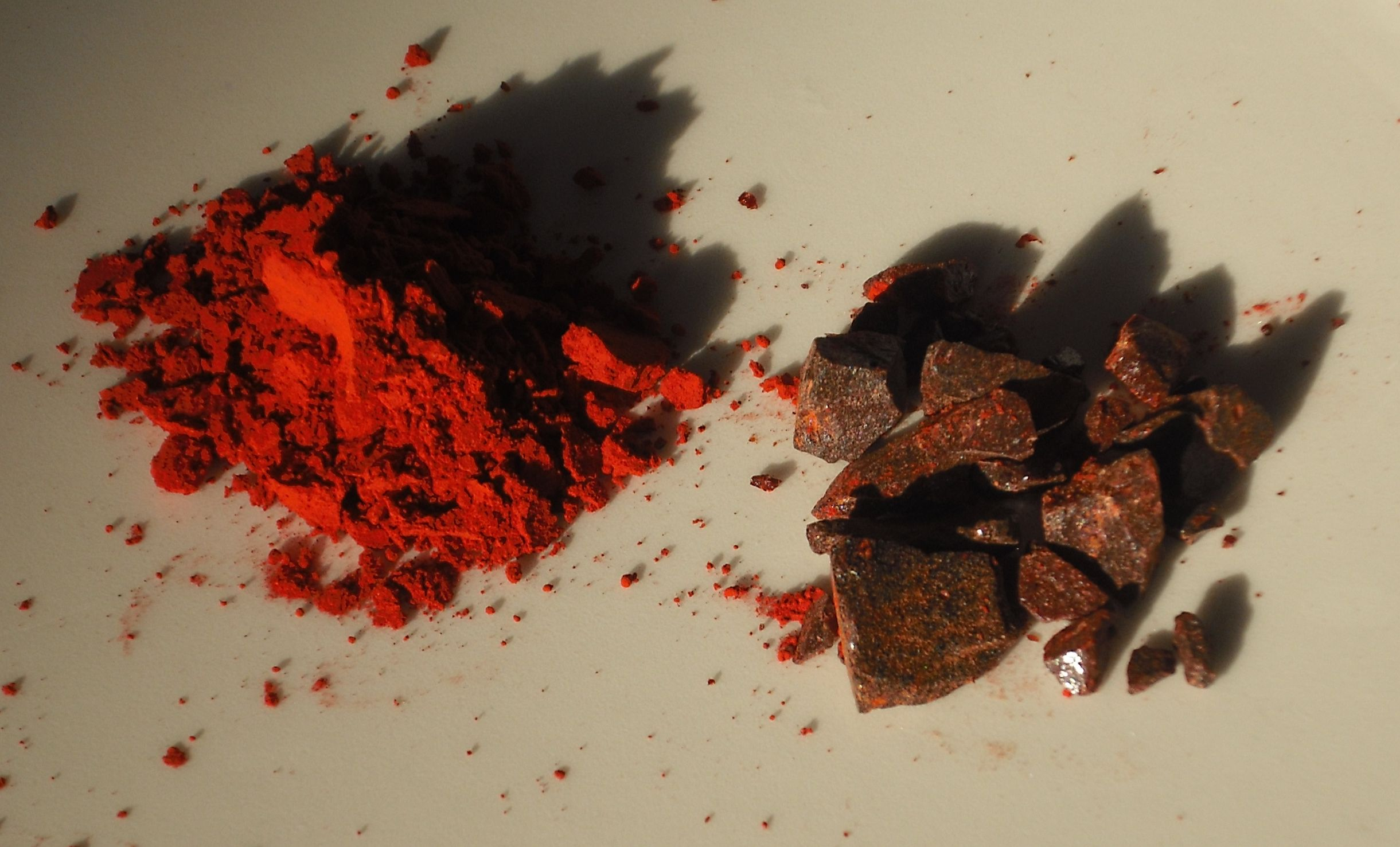
خون اژدها به دو صورت پودری و خردنشده

زینجیفرح یا خون اژدها یک گیاه دارویی است که در ایران به صورت وحشی می‌روید. این گیاه ضمن کاربرد دارویی به عنوان ماده رنگی در رنگرزی نیز مورد استفاده قرار می‌گرفته است. زینجیفرح نامی است که پورسینا در کتاب شفا از آن یاد می‌کند و نام سینابر از آن گرفته شده است و احتمالاً دارای ریشه‌ای سانسکریت است.